# Hypanthidioides capixaba
Hypanthidioides capixaba là một loài Hymenoptera trong họ Megachilidae. Loài này được Urban mô tả khoa học năm 1995.